# Erythrus rotundicollis
Erythrus rotundicollis là một loài bọ cánh cứng trong họ Cerambycidae.